# 파다니아
파다니아(Padania)는 이탈리아의 평원 지대인 포 계곡을 다르게 부르는 말로, 1990년대 초 이탈리아 북부동맹이 북부 이탈리아의 분리를 주장하면서 사용하기 시작한 명칭이다.

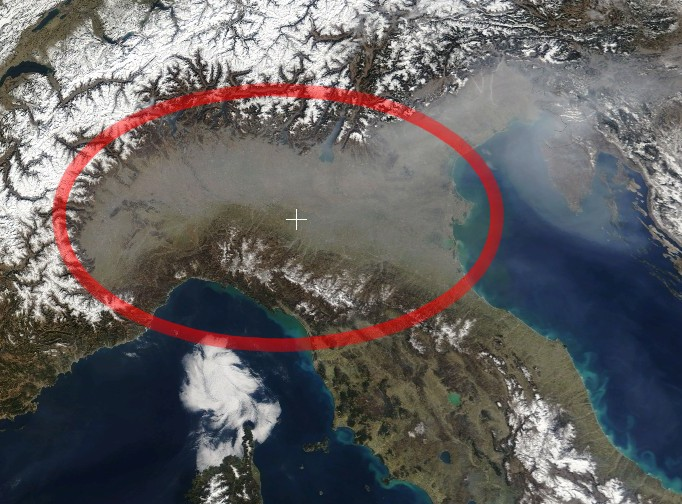
파다니아 부근

파다니아의 국기

파다니아의 문장

## 같이 보기
- 이탈리아 북부
- 북부동맹 (이탈리아)